# Takoma Park
Takoma Park är en stad (city) i Montgomery County i Maryland och förort till Washington, D.C. Vid 2010 års folkräkning hade Takoma Park 16 715 invånare.

## Kända personer från Takoma Park
- Sara McMann, brottare
- Leah Metcalf, basketspelare
- Henry Vestine, musiker